# Зелёная танагра
Зелёная танагра (лат. Tangara gyrola) – вид птиц из семейства танагровых (Thraupidae). Обитает эта птица в Коста-Рике, Панаме, Южной Америке, на юге Эквадора, Боливии и южной Бразилии, и на Тринидаде. Встречаются в лесах, особенно во влажных местах.
Громоздкие гнёзда строит на деревьях и откладывает 2 бурого-мраморного белого цвета. Инкубация длится от 13 до 14 дней и выкармливают птенцов ещё 15-16 дней.
Взрослая зелёная танагра достигает длины 14 см и массы 19,5 г. Номинативный подвид окрашен в основном в зелёный цвет, каштанового цвета голова, синий живот и жёлтого цвета воротник сзади головы. Половой диморфизм отсутствует.
Это социальные птицы. Питаются они главным образом ягодами, как правило, глотают их целиком. Питаются так же насекомыми, которых ловят на задней стороне листка.
Вид занесён в Красную книгу МСОП (Категория - LC).

## Подвиды
Выделяют 9 подвидов:
- Tangara gyrola albertinae (Pelzeln, 1877)
- Tangara gyrola bangsi (Hellmayr, 1911)
- Tangara gyrola catharinae (Hellmayr, 1911)
- Tangara gyrola deleticia (Bangs, 1908)
- Tangara gyrola gyrola (Linnaeus, 1758)
- Tangara gyrola gyroloides
- Tangara gyrola nupera (Bangs, 1917)
- Tangara gyrola parva (Zimmer, 1943)
- Tangara gyrola toddi (Bangs & Penard, 1921)
- Tangara gyrola viridissima (Lafresnaye, 1847)